# Kyselina lipoová
Kyselina lipoová (také kyselina thioktová, 5-[(3R)-1,2-dithiolan-3-yl]pentanová kyselina) je heterocyklická sloučenina s množstvím rolí v metabolismu. Její syntéza byla poprvé publikována v padesátých letech 20. století.

## Vlastnosti
Jedná se o nasycenou mastnou kyselinu, jejíž řetězec má osm uhlíků. Uhlíky 6, 7 a 8 tvoří se dvěma atomy síry heterocyklus. Tato kyselina je prostetickou skupinou enzymů přenášejících vodík a acylovou skupinu. V enzymech je vázána amidovou vazbou na postranní řetězec lysinu, proto bývá též nazývána lipoamid.
Redukcí přechází na dihydrolipoovou kyselinu (6,8-bis(sulfanyl)oktanovou), obsahující dvě SH skupiny.
Oxidovaná forma kyseliny lipoové je žlutá, zatímco její redukovaná forma je bezbarvá.

## Funkce
Je důležitá v dekarboxylačním systému pyruvátu a dalších ketokyselin (spolu s thiaminem). Působí jako přenašeč acylu. Tato reakce je součástí komplexního děje oxidační dekarboxylace alfa-oxokyselin.
Je to významný antioxidant, účinný proti rozvoji cukrovky. Snižuje a pomáhá udržovat stálou hladinu cukru v krvi. Podporuje látkovou výměnu a zlepšuje citlivost vzniklou poškozením nervů. Je to rovněž růstový faktor bakterií a prvoků.

## Nemoci

### Kombinovaná malonová a methylmalonová acidurie (CMAMMA)
U metabolického onemocnění kombinované malonové a metylmalonové acidurie (CMAMMA) způsobeného nedostatkem ACSF3 je narušena mitochondriální syntéza mastných kyselin (mtFASII), která je prekurzorovou reakcí biosyntézy kyseliny lipoové. Výsledkem je snížený stupeň lipoylace důležitých mitochondriálních enzymů, jako je pyruvátdehydrogenázový komplex (PDC) a α-ketoglutarátdehydrogenázový komplex (α-KGDH). Suplementace kyselinou lipoovou neobnovuje mitochondriální funkce.